# 9С737 «Ранжир»
9С737 «Ранжир» — советский и российский унифицированный батарейный командирский пункт. Создан для автоматизированного управления зенитными батареями.

## История создания
Машина 9С737 была разработана в научно-исследовательском институте средств автоматизации. Главным конструктором был назначен А. В. Шершнев. Опытный образец проходил испытания с августа 1987 по июнь 1988 года на полигоне Эмба. В 1989 году машина была принята на вооружение.

## Серийное производство
Серийное производство было развёрнуто в минском научно-производственном объединении «Агат», затем для дальнейшего производства документация была передана в АО «Радиозавод» (Пенза).

## Описание конструкции
В основные функции 9С737 входит автоматизированное управление батареями, в состав которых могут входить ЗРК 9К330 «Тор», 9К331 «Тор-М1», 9К35М3 «Стрела-10М3», а также ЗПРК 2К22 «Тунгуска».
9С737 имеет несколько режимов работы. В автономном режиме «Ранжир» производит целераспределение между боевыми машинами, а также выдаёт необходимые целеуказания и выполняет постановку текущих задач. При централизованном режиме работы 9С737 функционирует совместно с пунктами управления начальника ПВО дивизии и командными пунктами полка имеющими на борту автоматизированную систему управления войсками (АСУВ). Также имеется возможность сопряжения с полуавтоматическим электронным планшетом воздушной обстановки.
Аппаратура командирского пункта размещена на шасси легкобронированного тягача МТ-ЛБу. В перчень основных возможностей входят:
1. Приём и отображение команд от РЛС 1РЛ144 (П-19) или от 9С18М1 «Купол»;
2. Автоматизированная выдача рекомендаций и целеуказаний;
3. Автоматизированный ввод данных собственной топопривязки в ЭВМ;
4. Отображение и анализ данных состояния готовности боевых машин;
5. Выдача запретов на стрельбу и команд управления.

### Средства наблюдения и связи
Для обеспечения связи УБКП 9С737 оборудован радиостанциями Р-134, Р-171, Р-173, Р-862, а также радиоприёмником Р-173П. Кроме того имеется возможность работы по проводным каналам связи.